# Кубок Испании по футболу 1958/1959
Кубок Испании по футболу 1958/1959 — 55-й розыгрыш Кубка Испании по футболу выиграла Барселона. Этот кубок стал четырнадцатым в истории команды. 
Соревнование прошло в период с 21 декабря 1958 по 21 июня 1959 года.

## Результаты матчей

### 1/4 финала
| Команда 1            | Итог | Команда 2       | 1-й матч | 2-й матч |
| -------------------- | ---- | --------------- | -------- | -------- |
| Реал Мадрид Кастилья | 2:7  | Гранада         | 1:4      | 1:3      |
| Валенсия             | 5:2  | Атлетико Мадрид | 2:1      | 3:1      |
| Реал Бетис           | 3:10 | Барселона       | 0:6      | 3:4      |
| Реал Мадрид          | 3:2  | Севилья         | 3:1      | 0:1      |

### 1/2 финала
| Команда 1   | Итог | Команда 2 | 1-й матч | 2-й матч |
| ----------- | ---- | --------- | -------- | -------- |
| Гранада     | 1:1  | Валенсия  | 1:0      | 0:1      |
| Реал Мадрид | 3:7  | Барселона | 2:4      | 1:3      |

- Дополнительный матч

| Команда 1 | Счёт | Команда 2 |
| --------- | ---- | --------- |
| Гранада   | 3–1  | Валенсия  |

### Финал
| 21 июня, 1959                             | \| Барселона \| 4:1 \| Гранада \| \| Мартинес 2′ · Кочиш 10′, 76′ · Техада 67′ \| Голы \| Арсенио 58′ \| | Сантьяго Бернабеу, Мадрид Зрителей: 90 000 |
| Барселона                                 | 4:1 | Гранада                                    |
| Мартинес 2′ · Кочиш 10′, 76′ · Техада 67′ | Голы | Арсенио 58′                                |